# Drenovci (Chorwacja)
Drenovci – wieś w Chorwacji, w żupanii vukowarsko-srijemskiej, w gminie Drenovci. W 2011 roku liczyła 1946 mieszkańców.